# Leszek Kołakowski
Leszek Kołakowski, född 23 oktober 1927 i Radom, död 17 juli 2009 i Oxford, var en polsk filosof som ansågs vara en av Polens främsta samtida filosofer.

## Biografi
Åren 1947–1966 var Kołakowski medlem i Polska förenade arbetarpartiet (PZPR) och räknades som ledande marxistisk och marxist-leninistisk filosof och idéhistoriker, med professur vid universitetet i Warszawa. År 1965 försvarade han två unga doktorander, Jacek Kuroń och Karol Modzelewski, som kom i onåd för sin gemensamma marxistiska doktorsavhandling och fängslades. 
Kołakowski avskedades från sin tjänst vid universitetet i Warszawa, uteslöts ur partiet och fick publiceringsförbud. Han emigrerade då till Paris och kort därefter flyttade han till Storbritannien. År 1971 publicerade han i en polsk exiltidskrift, Kultura, i Paris "Tezy o nadziei i beznadziejności" ("Teser om hoppet och hopplösheten") som blev en intellektuell grund för det demokratiska motståndet mot kommunismen i Polen och så småningom ledde till att Kommittén för arbetarnas försvar (KOR) bildades av Jacek Kuroń samt senare  även Solidaritet.
Åren 1972–1991 undervisade Kołakowski vid All Souls College vid Oxford University, och vid Yale University, McGill University, University of New Haven, University of California i Berkeley, och University of Chicago. I England bytte han gradvis idéinriktning från marxism till kristen filosofi och försvar av europeisk civilisation.
Kołakowski har formulerat en lag om det oändliga ymnighetshornet. Enligt denna lag råder det aldrig någon brist på argument för vilken som helst doktrin som man vill tro på av vilka skäl som helst.